# Neutrino solaire

Neutrinos solaires (chaîne proton-proton) dans le modèle standard solaire

Les neutrinos solaires sont des neutrinos électroniques produits dans le Soleil par des réactions de fusion nucléaire. Ils constituent la très grande majorité des neutrinos passant à travers la Terre.
La Terre reçoit environ 65 milliards de neutrinos solaires par centimètre carré et par seconde,.

## Mécanismes
La principale source est la chaîne proton-proton. La réaction est :
{\displaystyle p+p\to {\text{d}}+e^{+}+\nu _{e}\!\ }
ou, avec des mots :
deux protons {\displaystyle \to } deutérium + positon + neutrino électronique.
86 % de tous les neutrinos solaires sont produits à partir de cette réaction. Comme on peut le voir sur l'image, les neutrinos solaires (chaîne proton-proton) dans le modèle standard solaire, le deutérium fusionnera avec un autre proton pour créer un noyau d'hélium 3 et un rayon gamma. Cette réaction est :
{\displaystyle d+p\to {^{3}}He+\gamma \ }
L'isotope hélium 4 peut être produit en utilisant l'hélium 3 dans la réaction précédente, voir ci-dessous.
{\displaystyle {^{3}}He+{^{3}}He\to {^{4}}He+2p}
À présent, avec à la fois l'hélium 3 et l'hélium 4 dans le système, le béryllium peut être produit par la réaction d'un de chaque noyau d'hélium, comme dans la réaction ci-dessous :
{\displaystyle {^{3}}He+{^{4}}He\to {^{7}}Be+\gamma \ }
Puisqu'il y a quatre protons et seulement trois neutrons, le béryllium peut prendre deux chemins différents à partir de maintenant. Le béryllium peut capturer un électron et produire un noyau de lithium 7 et un neutrino-électron. Il peut aussi capturer un proton à cause de l'abondance dans une étoile. Ceci créera du bore 8. Les deux réactions sont, respectivement :
{\displaystyle {^{7}}Be+e^{-}\to {^{7}}Li+\nu _{e}\ }
Cette réaction produit 14 % des neutrinos solaires. Le lithium 7 se combinera avec un proton pour produire 2 noyaux d'hélium 4.
{\displaystyle {^{7}}Be+p\to {^{8}}B+\gamma \ }
Le bore 8 fera une désintégration β+, en produisant du béryllium 8 :
{\displaystyle {^{8}}B\to {^{8}}Be{^{*}}+e^{+}+\nu _{e}\ }
La réaction produit environ 0,02 % des neutrinos solaires. Cette petite partie des neutrinos solaires ont les plus grandes énergies. L'astérisque sur le béryllium 8 indique que le noyau est dans un état excité.
{\displaystyle {^{8}}Be{^{*}}\to {^{4}}He+{^{4}}He}
Le noyau excité de béryllium 8 se sépare ensuite en deux noyaux d'hélium 4.